# National Science Foundation Network
A National Science Foundation Network (NSFNET) foi um programa de financiamento da internet, patrocinado pela National Science Foundation (NSF) entre 1985 e 1995, para promover uma rede de educação e pesquisa nos Estados Unidos.
Também é nome dos primeiros backbones existentes da internet.